# پروژه ابرهای متراکم
پروژه ابرهای متراکم، پروژه‌ای بود در دهه ۱۹۵۰ که توسط دولت بریتانیا برای بررسی دستکاری آب و هوا به خصوص از طریق انجام آزمایش‌های باروری ابرها انجام شد. نام این پروژه بین افراد درگیر انجام آن به صورت طنز به عملیات جادوگر معروف بود، این پروژه بین سالهای ۱۹۴۹ تا ۱۹۵۲ انجام شد.

## انگیزه انجام پروژه
ارتش به چندین دلیل آب و هوا را کنترل می‌کرد، آن طور که در گزارش‌ها از جلسات وزارت هوا فضا در تاریخ ۳ نوامبر ۱۹۵۳ آمده است این دلیل‌ها عبارتند از:
- اختلال در تحرکات دشمن
- افزایش جریان آب در رودخانه‌ها برای مشکل کردن حرکت دشمن
- از بین بردن مه در فرودگاهها

## فاجعه لینماوت
در تاریخ ۱۶ اوت ۱۹۵۲ سیلی شدید در شهر لینماوت در شمال دوون رخ داد. در عرض ۲۴ ساعت ۲۲۹ میلی لیتر باران بارید و آب رودخانه لین شرقی طغیان کرد. سی و چهار نفر جان خود را از دست دادند و ساختمان‌ها و پل‌های زیادی به شدت آسیب دیدند. نظریه‌های توطئه پروژه ابرهای متراکم را در به وجود آمدن این سیل مؤثر می‌دانند، هرچند هیچ‌گاه شواهدی برای آن ارائه نشد. چند روز قبل از این فاجعه طبیعی، یک آزمایش باروری ابرها در جنوب انگلستان اانجام شد. آلن یتس، مهندس هوانوردی که در این پروژه شرکت داشت، گزارش کرده بود که مقداری نمک در هوا پاشیده بود و پس از مدت زمان کوتاهی این امر باعث بارش باران شده بود.
نظریه‌های توطئه به شایعه‌هایی مبنی بر اینکه مدارک رسمی مربوط به این پروژه به صورت عمدی از بین رفته‌اند و مدارک دسته بندی شده ناپدید شده‌اند استناد می‌کنند. متخصصین آب و هواشناسی امکان به وجود آمدن چنین سیلی را به خاطر انجام آزمایش‌های باروری ابرها غیرممکن می‌دانند.